# أوريلي دو غوبيرناتيس
أوريلي دو غوبيرناتيس (بالفرنسية: Aurélie de Gubernatis)‏ أديبة فرنسية ولدت سنة 1969 بمدينة ليل الفرنسية، كانت قبل ذلك كاتب عدل قبل أن تتفرغ للكتابة، وإصدار ثلاث روايات هي: «حارس جمجمة الكريستال» (صدرت سنة 2009)، و «2012: حراس الزمن» (صدرت سنة 2011)، ورواية «الطريق المسدود» (صدرت سنة 2014).